# 여우주머니
여우주머니는 한국·중국·동북부, 우수리 지역에 분포하는 한해살이풀이다. 높이 15-40cm이고 가지가 갈라진다. 잎은 원줄기와 가지에 달리고 어긋나며, 넓은 피침형 또는 긴 타원형이고 가장자리가 밋밋하다. 꽃은 6-7월에 피고 1가화이며 황록색이다. 암꽃은 화피갈래조각이 6개이고 열매에서는 뒤로 젖혀지며, 수꽃에서는 4-5개이고 2개의 수술과 4개의 선체가 있다. 열매는 삭과의 편구형이고 황록색이며 자루가 있다.

## 사진

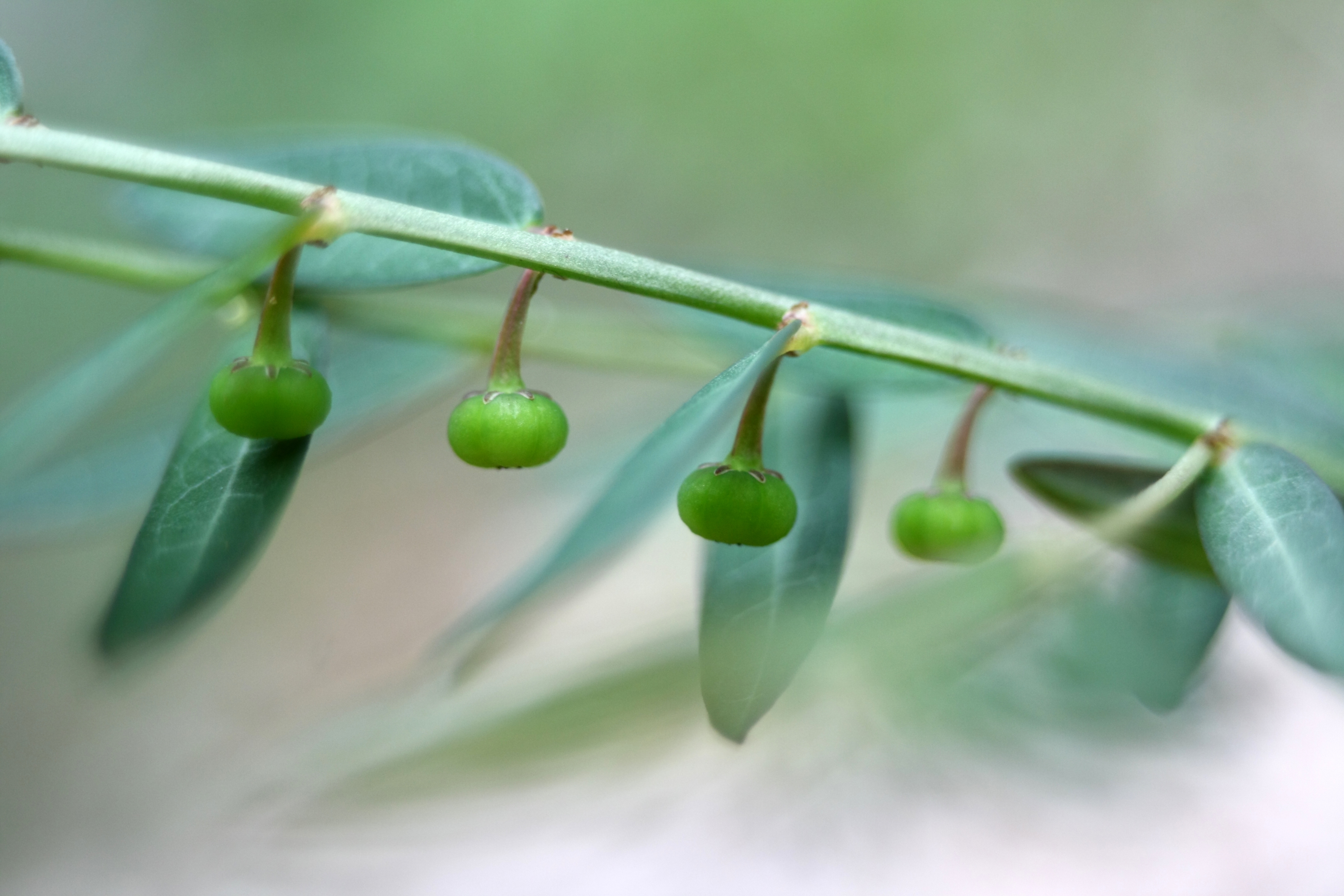
열매
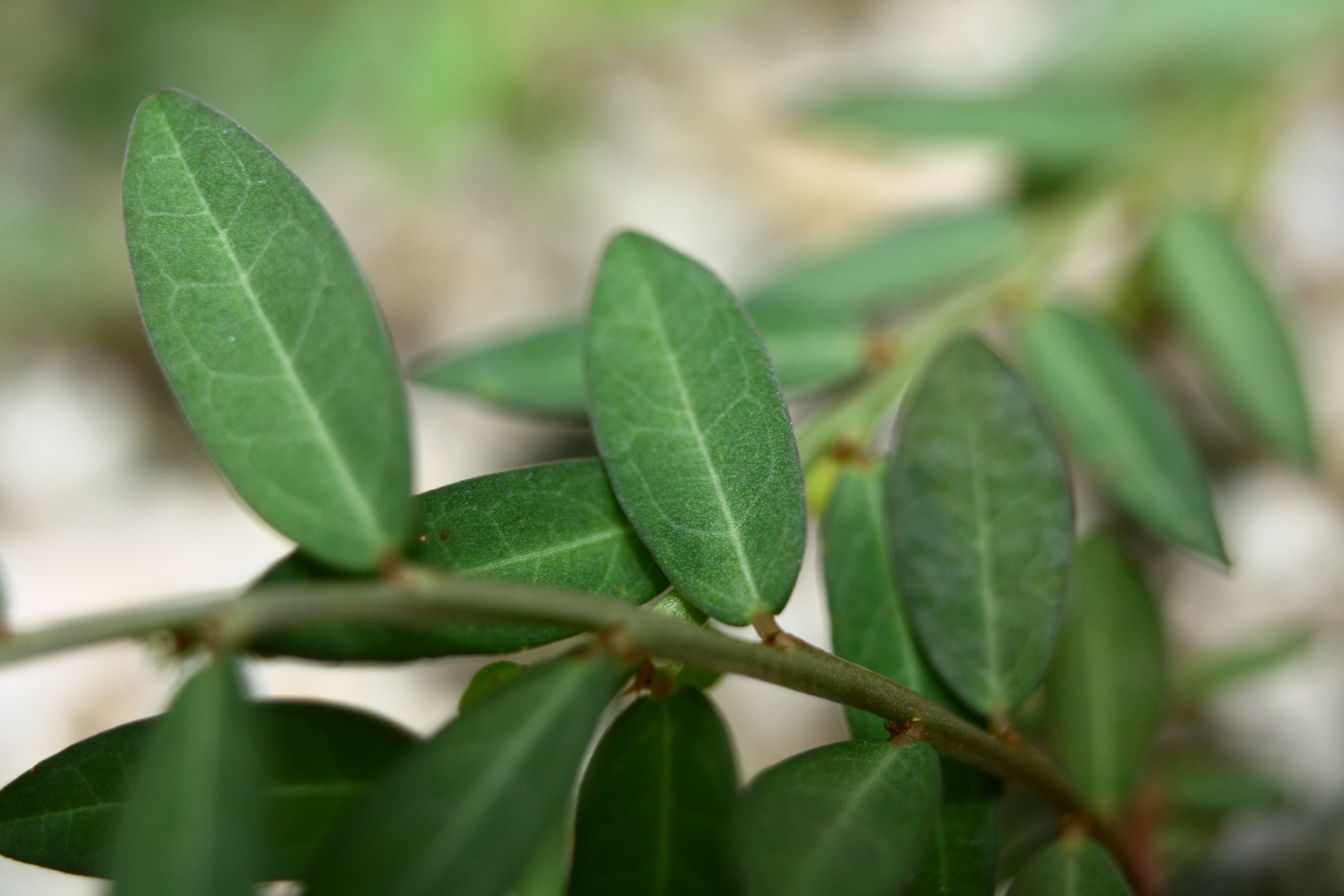
잎
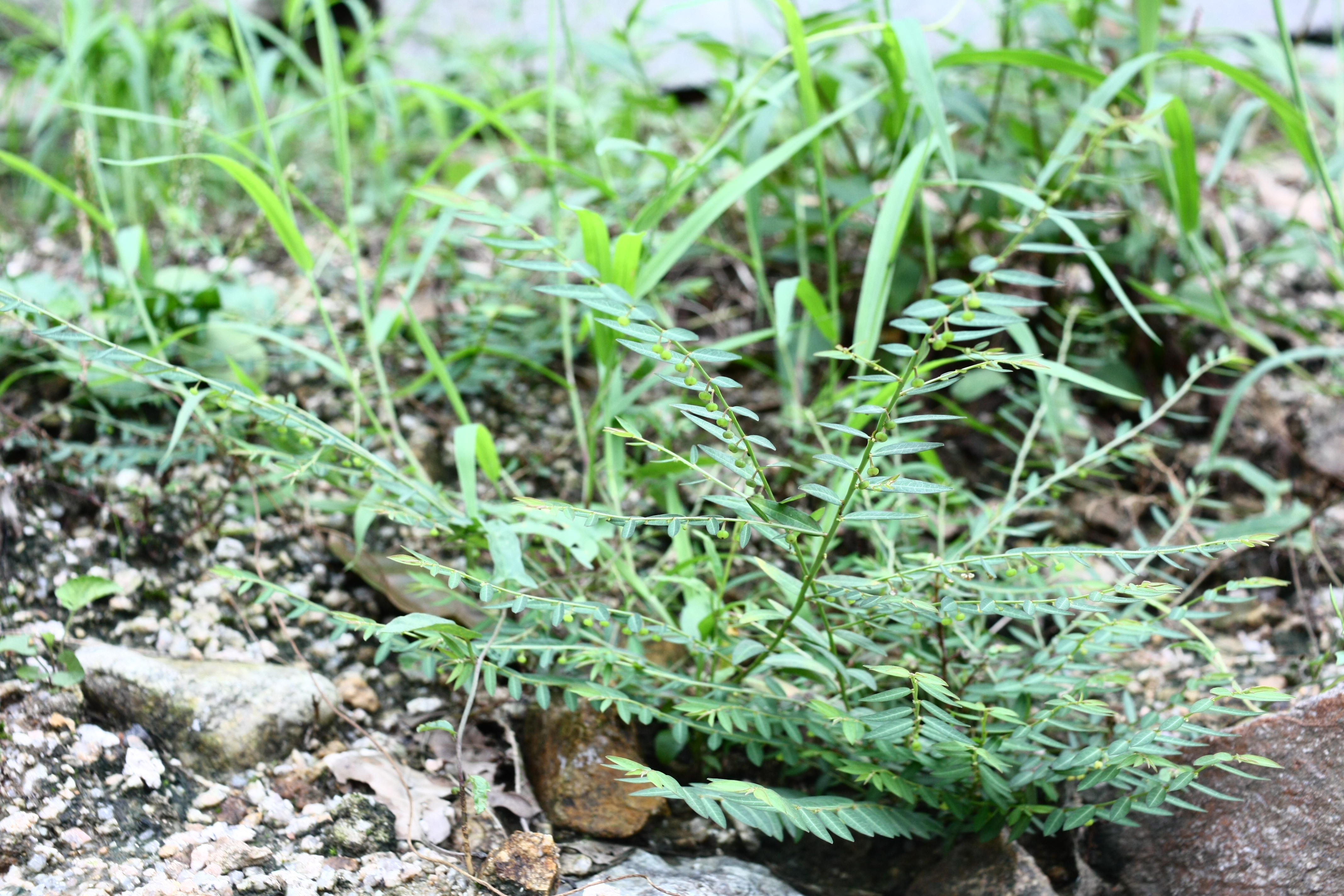

## 참고 문헌
- 이 문서에는 다음커뮤니케이션(현 카카오)에서 GFDL 또는 CC-SA 라이선스로 배포한 글로벌 세계대백과사전의 내용을 기초로 작성된 글이 포함되어 있습니다.